# Santa Maria del Rovo
Santa Maria del Rovo è una frazione della città di Cava de' Tirreni, in provincia di Salerno.

## Geografia fisica
Il centro abitato è situato nella periferia nord occidentale di Cava, tra la frazioni di Passiano, Monte S. Martino e le pendici dei monti Lattari.

## Caratteristiche
È una zona periferica in cui è molto diffusa la coltivazione del tabacco. Tre i principali nuclei abitativi rappresentati dai grandi quartieri popolari della Gescal  dalla zona detta San Martino e della piccola località detta Novelluzza .
Nel paese si trova la chiesa omonima, costruita fra il 1830 ed il 1833, voluta da Gelsomina Senatore, una sua abitante. Questa donna e la sorella Santella sconvolte dal grado di ignoranza e dall'assenza della fede in cui versavano i contadini del tempo, si impegnarono a insegnare a leggere e a scrivere per poi indottrinare anche al cristianesimo la popolazione. Nel cortile di casa dove, prima di iniziare ogni lezione, collocavano una immagine della Madonna in un rovo fiorito. L'immagine raffigurava la Vergine Mater Domini e siccome era sempre posta in questo rovo, tutt'oggi vivente ancora, fu denominata del Rovo o di Santella. Di li a poco furono costruite varie cappelle e poi l'attuale chiesa santuario dedicata alla Madonna.

## Cultura
Nel 1975 venne fondato il gruppo storico dei Pistonieri Santa Maria del Rovo, volto a mantenere il ricordo dell'arte del pistone, molto radicato nella città di Cava. Il gruppo dell'omonimo casale rappresenta, insieme al gruppo degli Archibugieri Senatore, anche lo storico distretto metelliano di Pasculanum (una delle quattro suddivisioni rinascimentali dell'antica Città de la Cava).
Inoltre è uno degli otto gruppi che prende parte alla nota Disfida dei trombonieri. 